# Pteromalus chalybaeus
Pteromalus chalybaeus är en stekelart som beskrevs av Christian Gottfried Daniel Nees von Esenbeck 1834. Pteromalus chalybaeus ingår i släktet Pteromalus och familjen puppglanssteklar.
Artens utbredningsområde är Tyskland. Inga underarter finns listade i Catalogue of Life.